# Griechische Baruch-Apokalypse
Die griechische Baruch-Apokalypse (auch: 2. Baruch, abgekürzt: 2Bar oder gr Bar, gelegentlich auch: 3Bar) gehört zu den so genannten Pseudepigraphen des Alten Testaments. Es handelt sich um eine jüdische pseudepigraphische Schrift, die frühestens im 2. Jahrhundert n. Chr. entstanden ist, auf jeden Fall nach der Zerstörung des Jerusalemer Tempels im Jahr 70 n. Chr., oder auch nach dem 2. jüdisch-römischen Krieg 132–135 n. Chr., vielleicht erst im 3. Jahrhundert n. Chr.
Die Schrift wird der biblischen Person Baruch zugeschrieben, ist aber sicher nicht von ihm verfasst. Das Buch wird heute weder zum jüdischen noch zum christlichen Bibelkanon gezählt.

## Textüberlieferung
Die Schrift ist in einigen griechischen und kirchenslawischen Handschriften erhalten. Die griechischen Fassungen tragen deutliche Überarbeitungsspuren mit christlichem Einschlag, die in den kirchenslawischen Versionen fehlen, was die Vermutung nahelegt, dass es eine ältere jüdische Fassung und eine jüngere, christliche Bearbeitung des Textes gab.

## Inhalt
Wie in der syrischen Baruch-Apokalypse schildert das Buch Visionen des Prophetenschülers Baruch, die die Zerstörung des Tempels (vorgeblich diejenige im Jahr 586 v. Chr. durch Nebukadnezar II.) betreffen. In beiden Büchern lernt Baruch, dass der irdische Tempel zwar zerstört ist, der ewige Kult Gottes aber im Himmel durch die Engel weitergeführt wird, so dass der Tempel nicht wieder aufgebaut werden muss. Letztendlich handelt es sich also um eine Trostschrift für die ihres Heiligtums verlustig gegangene jüdische Glaubensgemeinschaft.
- Kapitel 1-5: Baruch beweint den Untergang Jerusalems. Ein Engel erscheint und führt ihn durch die verschiedenen Himmel, wo er u. a. vom Schicksal der Erbauer des Turms zu Babel (vgl. Gen 11), vom Schicksal aller bösen Menschen (sie werden von einem Drachen namens Hades verschlungen) und die Geschichte des Baumes der Erkenntnis (vgl. Gen 2-3) lernt. Der Baum wird mit dem Weinstock Noahs (Gen 9,20) identifiziert, was wegen der Konnotation mit dem Abendmahl offensichtlich eine christliche Interpolation darstellt.[2]

- Kapitel 6-9: Baruch durchschreitet die weiteren himmlischen Sphären von Sonne, Mond und Sternen. Die Beschreibung der astronomischen Vorstellungen ist stark von hellenistischem Gedankengut beeinflusst.[3]

- Kapitel 7-11: Baruch durchschreitet den vierten und den fünften Himmel, wo ihm das Schicksal der Gerechten offenbart wird. Er begegnet dem Erzengel Michael, der den Zugang zu den höheren Himmeln bewacht, die verschlossen bleiben.

- Kapitel 12-17: Baruch erfährt, dass die Engel den Menschen auf Erden beistehen, sie begleiten und im Himmel über sie berichten. Hier enden die Visionen und Baruch wird zur Erde zurückgebracht.

## Ausgaben und Übersetzungen
- Wolfgang Hage, Die griechische Baruch-Apokalypse, JSHRZ V/1, Gütersloh 1974, S. 15–44.